# Helius regius
Helius regius är en tvåvingeart som beskrevs av Alexander 1944. Helius regius ingår i släktet Helius och familjen småharkrankar.
Artens utbredningsområde är Peru. Inga underarter finns listade i Catalogue of Life.